# Europejska Szkoła Nowych Technologii i Turystyki w Dębicy
Europejska Szkoła Nowych Technologii i Turystyki – niepubliczna szkoła policealna, założona w roku 1995 w Dębicy. Kształci kadry dla potrzeb gospodarki rynkowej. Posiada uprawnienia szkoły publicznej.

## Historia
W roku 1995 Antoni Kamiński, po powrocie z rocznego stypendium – „East Central European Sholarship Program” finansowanego przez USAID, utworzył na wzór amerykańskich college’ów pierwsze w Dębicy Policealne Studium Zawodowe, którego osobą prowadzącą jest, na podstawie porozumienia o współpracy, Fundacja Wspierania Demokracji imienia Ignacego Jana Paderewskiego wraz ze Stowarzyszeniem Promocji Przedsiębiorczości w Rzeszowie. W pierwszym roku funkcjonowania szkoła kształciła 76 słuchaczy na kierunkach technik informatyk i technik ekonomista.
Następnie, w roku 2000, szkoła przekształca się w Europejską Szkołę Nowych Technologii w Dębicy jako samodzielną jednostkę edukacyjną na prawach szkoły publicznej
W roku 2003 przy Szkole powstaje Policealne Studium Pomocy Społecznej, w ramach którego zostaje uruchomiony kierunek pracownik socjalny, a w roku 2005 także opiekun w domu pomocy społecznej.
Z rokiem 2004 szkoła zostaje przejęta przez Fundację EDUCARE ET SERVIRE, która jest odtąd osobą prowadzącą.
Od września 2007 szkoła funkcjonuje pod nazwą EUROPEJSKA SZKOŁA NOWYCH TECHNOLOGII i TURYSTYKI mając w ofercie m.in. aż trzy kierunki turystyczne: kelner, turystyka i hotelarstwo.

## Kierunki dwuletnie
Departament turystyczny:
- Hotelarstwo
- Turystyka
- Kelner
- Kucharz

Departament nowych technologii:
- Informatyka
- Poligrafia
- Elektryka
- Mechatronika

Departament administracyjno-ekonomiczny:
- Administracja
- Rachunkowość
- Ekonomia
- Reklama
- Handlowiec

Departament socjalny:
- Opiekun w domu pomocy społecznej
- Ochroniarz
- Fryzjerstwo
- BHP

## Uzyskiwane uprawnienia
Absolwenci uzyskują tytuł technika w nauczanym zawodzie po zdaniu egzaminu przed zewnętrzną komisją egzaminacyjną.

## Praktyki i staże
Słuchacze mają możliwość odbycia praktyk i staży w Polsce, na Majorce, w USA, na Rodos, Cyprze.